# Altamira
Altamira (španjolski za 'pogled u vis') je diluvijalna špilja u Španjolskoj poznata po paleolitskim slikama i crtežima na zidovima koji prikazuju divlje sisavce i ljudske ruke. Nalazi se kraj grada Santillana del Mar u pokrajini Santander. Špilja sa slikama proglašena je 1985. god. UNESCOvom Svjetskom baštinom.

## Opis
Špilja je duga 296 metara [neaktivna poveznica], i sastoji se od više vijugavih prolaza i soba, a glavni prolaz ima visinu od 2 do 6 metara. Špilja se formirala u brojnim kolapsima vapnenačkih stijena planine Vispieres.
Arheološkim iskapanjima tla špilje pronađeni su bogati nalazi iz ranog Solitrena (prije 18 500 godina) i kasnog magdalena (između 16 500 i 14 000 godina). Prednost lokacije špilje je u bogatstvu divljači koja je pasla u dolini ispod planine, kao i blizina morske hrane s obale. Prije 13 000 godina lavina kamenja je zapečatila otvor špilje i tako je sačuvana unutrašnjost do slučajnog otkrivanja 1876. god. (palo drvo je odgurnulo kamenje s otvora špilje).
Slikarije konja, koza i otisci ruku u negativu potječu iz solitrenskog razdoblja, dok slikarije bizona i apstraktni crteži potječu iz magdalenskog razdoblja. Umjetnici su koristili ugljen i boju okra ili hematita, a često su grebali i razrjeđivali boje na stijeni kako bi dobili varijacije u intenzitetu i stvorili tonove (chiaroscuro). Istovremeno su iskorištavali prirodne obrise u stijenama da dobiju trodimenzionalne efekte na figurama. Polikromni svod je najupečatljiviji dio koji prikazuje bizone u različitim pozama (pojedinačno i u skupinama) u mirovanju i pokretima, s izvanrednim smislom za zapažanje i osobnošću pojedinih likova. Mnoge špilje u Španjolskoj su oslikane u isto vrijeme, ali niti jedna s takvom vještinom i u tolikom opsegu kao što je Altamira.
Tijekom 70tih godina 20. st., slikarije su toliko bile oštećene vlažnim zrakom zbog pretjeranog broja posjetilaca da su je morali zatvoriti 1977. (otvorena 1982.). Danas je posjeta ograničena na nekoliko posjetitelja dnevno i čeka se u prosjeku tri godine. Replika špilje koja je 2001. napravljena u neposrednoj blizini špilje (autori Manuel Franquelo i Sven Nebel), omogućuje ugodniju posjetu, kao i pogled na skulpture portreta koje nisu vidljive na autentičnoj lokaciji.
Postoje i druge replike u Nacionalnom španjolskom muzeju u Madridu i u Deutsche Muzeju u Münchenu (dovršeni 1964.), i u Japanu (dovršena 1993.).

## Zanimljivosti
Mnogi umjetnici su posjetili Altamiru, a nakon svog posjeta Picasso je navodno izrekao: "poslije Altamire, sve je dekadencija" no ne postoji nikakva dokumentacija niti izjave niti njegovog posjeta Altamiri.
Neke slikarije su postale popularan dio španjolske kulture. Logo koji koristi autonomna pokrajina Cantabria za promicanje turizma regije je baziran na bizonu iz Altamire.
Bisonte (španjolski za 'bizon'), španjolska marka cigareta se također koristila paleolitskim figurama bizona za svoj logo.

## Poveznice
- Lascaux
- Paleolitska umjetnost

## Vanjske poveznice
- Altamira Nacionalni muzej Na španjolskom i engleskom.
- Priča o Altamiri.
- Altamira na UNESCOvom popisu svjetske baštine.